# Johan Jacob von Holten
Johan Jacob von Holten, född 3 april 1768 i Hamburg, död 1 maj 1841 på Marieholms landeri utanför Göteborg, var en svensk grosshandlare.
Johan Jacob von Holten var son till guldsmeden Philip Jacob von Holten. Som tioåring blev han lärling vid ett handelskontor i Hamburg. Hans far dog redan då han var barn och då hans mor avled beslutade han sig för att pröva sin lycka utomlands. Från kontoret hade han haft kontakter med svenska handelshus och fick 1787 erbjudande om anställning hos grosshandlaren Peter Militz i Göteborg. 1791 lämnade han anställningen hos Militz för att gå in som kompanjon med Zacharias Roos i en grosshandlarfirma. 1795 erhöll han burskap som handlare i Göteborg. 1790 hade von Holten gått med i frimurarorden i Göteborg och kom genom detta att lära känna många av Göteborgs mer inflytelserika personer. Bland annat hjälpte han Pehr Dubb att bygga upp frimurarfattighuset i Göteborg efter förebild från det i Hamburg. 
Från 1795 var von Holten ägare till ett sillsalteri och trankokeri på Hisingen, men valde att lägga ned verksamheten omkring 1810 då den stora sillperioden upphörde. Von Holten råkade dock utför en del förluster och valde 1799 att överge handeln för att i stället köpa sig tjänsten som tolagskamrer i Göteborg. 1807 köpte von Holten Marieholms landeri där han bosatte sig. 1821 inköpte von Holten även Aspenäs herrgård, där han lät riva den fallfärdiga huvudbyggnaden och uppföra en ny. Under tiden lät han hyra ut Marieholm. 1836 överläts Aspenäs på sonen Herman mot att föräldrarna skulle få bo kvar där resten av sitt liv. 1839 överlät han Marieholm på sonen Johan David.
Från 1800 var han direktör för Göteborgs allmänna fattigförsörjningsinrättning, 1818-1823 ledamot av styrelsen för frimurarbarnhuset, 1820-1823 ledamot av interimsstyrelsen för Chalmerska slöjdskolan, 1820-1824 föreståndare för Tyska kyrkan och 1821-1823 skattmästare i Göteborgs och Bohus läns hushållningssällskap.